# هامر اچ۲

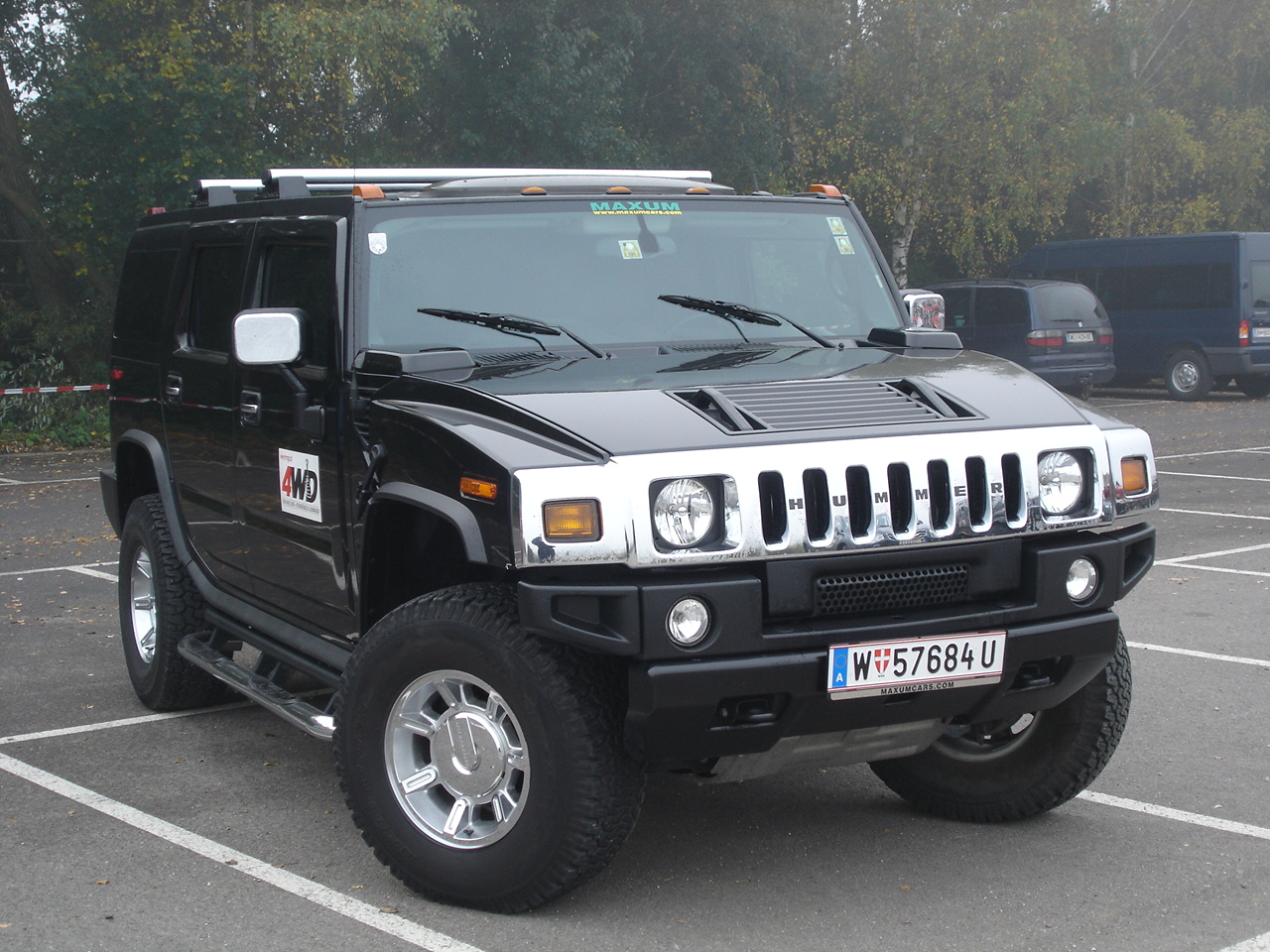
هامر اچ۲ اس یو وی ۲۰۰۳

هامر اچ۲ (به انگلیسی: Hummer H۲) اس یو وی سایز بزرگ محصول هامر آمریکا. که از نظر اندازه میان هامر اچ۱ و هامر اچ۳ قرار می‌گیرد
این خودرو نخستین بار در سال ۲۰۰۳ در خط تولید قرار گرفت و همچنان تولید می‌شود. اچ۲ در مدل چهار در عرضه می‌شود ولی نمونه‌های سفارشی آن به صورت لیموزین نیز موجود می‌باشد که برخی از آن‌ها توسط شرکت‌هایی دیگر تولید شده‌اند. این خودروی قدرتمند بیابانی به صورت استاندارد تا سال ۲۰۰۷ از موتوری به حجم ۶ لیتر و قدرت ۳۲۵ اسب بخار قدرت می‌گرفت که از سال ۲۰۰۸ با نمونه قوی‌تری با حجم ۶/۲ لیتر و قدرت ۳۹۳ اسب بخار جایگزین شد.
هامر اچ۲ در زمره اس‌یو-وی‌های لوکس و قدرتمند بیابانی قرار می‌گیرد و در بازار ایالات متحده برای مدل پایه بیش از ۶۳۷۶۵ دلار قیمت دارد (پاییز ۲۰۰۸).

## هامر اچ۲ سات
هامر اچ۲ سات (Hummer H۲ Sut) نمونه دیگری از این خودروست که به صورت وانت عرضه می‌شود.